# Tikara
Tikara (力 (Chikara) em japonês) é um personagem de Turma da Mônica, criado por Maurício de Sousa, em comemoração aos 100 anos da imigração japonesa.

## Criação
Ao ser criado um total de 200 participantes com 25 trabalhos, nenhum trabalho resolveu, embora o criador Maurício de Sousa resolve criar um diferente. Ele é lido como Tikará. Ao criar um personagem. Ele não repetiu nomes comuns, e escolheu uma palavra japonesa que tinha sentido, e alguma coisa que representava itens como energia, força, e vigor, e enegia (significado do nome dele). Tikara reaparece em turma da Mônica jovem como par de Keika nos 15 anos de Marina.

## Cronologia
Eventos que ele apareceu:
- 17 de janeiro: Ele é apresentado para o ex-presidente do Brasil: Luiz Inácio Lula da Silva.
- Junho - Ele começa a integrar a turma da Mônica e aparece no gibi.
- 18 a 20 de Julho: Ele aparece no evento do Centenário da Imigração Japonesa em São Paulo, no Centro de Exposição Imigrantes.